# Andrzej Krzepiński
Andrzej Bohdan Krzepiński (ur. 17 lipca 1963 w Warszawie) – polski wioślarz, medalista mistrzostw świata, działacz sportowy, olimpijczyk z Seulu 1988 i Barcelony 1992.

## Kariera sportowa
Zawodnik AZS-AWF Warszawa. Wielokrotny medalista mistrzostw Polski:
- złoty
  - jedynce w latach 1984, 1986, 1987, 1993,
  - dwójce podwójnej w latach 1982, 1983, 1990, 1992, 1993,
  - czwórce podwójnej w latach 1983-1991,
- srebrny
  - jedynce w roku 1989,
  - dwójce podwójnej w roku 1985,
  - czwórce podwójnej w latach 1982, 1992, 1994.

Srebrny medalista mistrzostw świata w Nottingham w czwórce podwójnej (partnerami byli: Sławomir Cieślakowski, Mirosław Mruk, Waldemar Wojda).
Uczestnik mistrzostw świata w:
- Lucernie (1982), gdzie wystartował w czwórce podwójnej Zajmując 9. miejsce (partnerami byli: Ryszard Burak, Sławomir Cieślakowski, Mirosław Kowalewski,
- Duisburgu (1983), gdzie startował w dwójce podwójnej odpadając w repesażach (partnerem był Piotr Tobolski),
- Hazewinkel (1985), gdzie startował w czwórce podwójnej zajmując 6. miejsce (partnerami byli: Marek Bałdyga, Sławomir Cieślakowski, Mirosław Szymanowski,
- Kopenhadze (1987), gdzie startował w czwórce podwójnej zajmując 5. miejsce (partnerami byli: Sławomir Cieślakowski, Tomasz Świątek, Mieczysław Mruk),
- Bled (1989), gdzie startował w czwórce podwójnej zajmując 5. miejsce (partnerami byli: Sławomir Cieślakowski, Tomasz Świątek, Marek Gawkowski),
- Wiedniu (1991), gdzie startował w czwórce podwójnej zajmując 7. miejsce (partnerami byli: Marek Gawkowski, Andrzej Marszałek, Jarosław Janowski),
- Roudnicy na Labem-Račicach (1993), gdzie startował w ósemce zajmując 7. miejsce (partnerami byli: Piotr Basta, Wojciech Jankowski, Maciej Łasicki, Tomasz Mruczkowski, Tomasz Tomiak, Marian Siejkowski, Jacek Streich Bartosz Sroga (sternik)).

Złoty medalista Uniwersjady w 1987 roku w czwórce podwójnej (partnerami byli: Sławomir Cieślakowski, Tomasz Świątek, Mirosław Mruk. Akademicki mistrz świata z 1984 roku w dwójce podwójnej na dystansie 500 metrów i 2000 metrów (partnerem był Kajetan Broniewski) i czwórce podwójnej na dystansie 500 metrów (partnerami byli Paweł Borkowski, Sławomir Cieślakowski, Piotr Tobolski) oraz z roku 1986 w jedynce na dystansie 500 metrów i 2000 metrów.
Na igrzyskach w Seulu wystartował w czwórce podwójnej (partnerami byli: Sławomir Cieślakowski, Mirosław Mruk, Tomasz Świątek). Polska osada zajęła 7. miejsce.
Na igrzyskach w Barcelonie wystartował w dwójce podwójnej (partnerem był Andrzej Marszałek). Polska osada zajęła 5. miejsce.
Po zakończeniu kariery sportowej działacz sportowy. W latach 1995–2001 sekretarz generalny Polskiego Związku Towarzystw Wioślarskich a w latach 2001-2003 wiceprezes PZTW.